# Битва під Обероші
Битва при Обероші — великий бій часів Столітньої війни, яка відбулася 21 жовтня 1345 року біля села Оберош, поблизу містечка Периге (Гасконь) між французькою та англійською арміями.

## Передісторія
У червні 1345 року за наказом англійського короля граф Дербі на чолі англійської армії зупинився в Гасконі і, поповнивши армію гасконцями, зробив масштабний рейд по французькому узбережжю. У серпні був захоплений важливий стратегічний пункт — місто Бержерак, а також велика кількість замків і міст Верхньої Гасконі. У числі інших укріплених пунктів, захоплених англійцями, був замок Оберош, в якому Дербі залишив значний гарнізон. Після цього граф повернувся в Бордо за підкріпленнями та деяким провіантом, в той час як французи на чолі з графом де л'Іль, зібравши значні сили з числа французької корони гасконської знаті, оточили замок Оберош, повністю відрізавши його від зовнішнього світу. Французькі війська налічували близько 7000 чоловік. З Тулузи французи привезли чотири облогові машини, з яких безперервно вівся вогонь по стінах та вежах замку. Французи оточили замок двома великими групами: основні сили стали табором біля річки між замком та селом Оберош, в той час як інша група блокувала замок з північної сторони.

## Битва
Дізнавшись про важке положення гарнізону фортеці, граф Дербі з Уолтером Менні негайно виступили ввечері 21 жовтня з Периге на допомогу захисникам з військом, яке налічувало 1500 англійських і гасконських солдат, наказавши графу Пемброку йти на з'єднання з його військами. На шляху до Оберошу до загону Дербі приєднався граф Стаффорд зі своїми людьми, проте Пемброка все, ще не було. Дербі, сховавшись з військами в лісі неподалік від замку, прочекав Пемброка до ранку. На військовій раді, на якій був присутній відомий воєначальник Уолтер Менні, було вирішено використовувати фактор несподіванки і, не чекаючи Пемброка, атакувати французький табір. Воїнам було наказано сідлати коней і готуватися до атаки. Дербі особисто об'їхав ряди своїх військ перед нападом. Прислуга і обоз залишилися чекати повернення своїх військ в лісі. Обігнувши ліс, вони дібралися до ворожого табору і, пришпоривши коней, з гучними криками кинулися в атаку на нічого не підозрюючих французів, які в цей час мирно вечеряли у себе в таборі. В цей же час в бій вступили англійські лучники та арбалетники, які, розташувавшись на узліссі, стали обсипати супротивника градом стріл та болтів і заподіяли французам катастрофічної шкоди. Увірвавшись в табір англійські вершники вбивали всіх, кого зустрічали на шляху, підрубуючи ворожі намети та шатра.
Французи через інтенсивний обстріл не змогли організувати гідного опору, так як будь-які кінні та піші групи армійців моментально розсіювалися безперервним вогнем англійських стрільців. Важко поранений граф де л'Іль був взятий до полону, подібна доля спіткала багатьох французьких дворян та командирів. Французькі лицарі, облягали замок на північ від головного табору, вишикувалися та спробували чинити опір англійцям, вступивши в битву, проте на той час основні французькі сили були розбиті та розсіяні, крім того, в тил атакуючих вдарили солдати гарнізону Обероша під командуванням Франка ван Галле, завершили розгром супротивника. Французи зазнали важких втрат. За повідомленням Жана Фруассара, в полон потрапило дев'ять графів а також віконта, безліч баронів, лицарів та зброєносців.

## Наслідки
Битва мала серйозні наслідки. Через важке ураження при ОберошІ французи протягом півроку були не в змозі проводити ніяких серйозних операцій в Гасконі. Були розірвані комунікації між французькими військами в Нормандії і в Південній Франції, завдяки чому французи не могли ефективно протистояти більш нечисленним англійським військам. Завдяки цьому Дербі зміг захопити багато міст та фортеці в регіоні, зумівши міцно закріпитися в Гасконі. Англійське домінування в регіоні, яке встановилося після перемоги при Обероші, тривало протягом наступних ста років.